# Deutsche Eishockey Liga 2010-2011
La Deutsche Eishockey Liga 2010-2011 fu la diciassettesima stagione della Deutsche Eishockey Liga. Al termine dei playoff gli Eisbären Berlin sconfiggendo i Grizzly Adams Wolfsburg vinsero il loro quinto titolo della DEL in sette stagioni.
Prima dell'inizio della stagione regolare le due squadre dell'Assia, i Kassel Huskies e i Frankfurt Lions, furono costrette a ritirarsi dalla lega per problemi di natura economica. Al loro posto fu accettata la richiesta di iscrizione dei vincitori della 2. Eishockey-Bundesliga, l'EHC München.

## Stagione regolare
Per la riduzione del numero delle squadre la formula ritornò ad essere come quella del campionato 2006-07: le 14 squadre in un girone all'italiana affrontarono un doppio turno di andata e ritorno, per un totale di 52 incontri. Solo alle prime sei squadre fu garantito l'accesso ai playoff, mentre quelle dal sesto al decimo disputarono un turno aggiuntivo per gli ultimi due posti validi per i playoff.

### Classifica
|                     | Pos. | Squadra             | Pt | G  | V  | VOT | POT | P  | GF  | GS  | DR  |
| ------------------- | ---- | ------------------- | -- | -- | -- | --- | --- | -- | --- | --- | --- |
|                     | 1.   | Grizzlys Wolfsburg  | 96 | 52 | 26 | 5   | 7   | 13 | 156 | 116 | +40 |
|                     | 2.   | DEG Metro Stars     | 93 | 52 | 26 | 6   | 3   | 17 | 174 | 158 | +16 |
| Germania (bandiera) | 3.   | Eisbären Berlino    | 90 | 52 | 24 | 6   | 6   | 16 | 161 | 138 | +23 |
|                     | 4.   | Krefeld Pinguine    | 86 | 52 | 23 | 4   | 9   | 16 | 143 | 130 | +13 |
|                     | 5.   | Hannover Scorpions  | 81 | 52 | 24 | 2   | 5   | 21 | 154 | 160 | -6  |
|                     | 6.   | ERC Ingolstadt      | 79 | 52 | 19 | 9   | 4   | 20 | 153 | 143 | +10 |
|                     | 7.   | Adler Mannheim      | 79 | 52 | 20 | 7   | 5   | 20 | 131 | 137 | -6  |
|                     | 8.   | Red Bull München    | 76 | 52 | 18 | 8   | 6   | 20 | 163 | 161 | +2  |
|                     | 9.   | Kölner Haie         | 73 | 52 | 16 | 9   | 7   | 20 | 159 | 162 | -3  |
|                     | 10.  | Nürnberg Ice Tigers | 72 | 52 | 20 | 4   | 4   | 24 | 138 | 165 | -27 |
|                     | 11.  | Hamburg Freezers    | 69 | 52 | 15 | 8   | 8   | 21 | 135 | 161 | -26 |
|                     | 12.  | Iserlohn Roosters   | 68 | 52 | 17 | 4   | 9   | 22 | 150 | 159 | -6  |
|                     | 13.  | Straubing Tigers    | 67 | 52 | 15 | 9   | 4   | 24 | 145 | 159 | -14 |
|                     | 14.  | Augsburger Panther  | 63 | 52 | 16 | 4   | 7   | 25 | 162 | 175 | -13 |

Legenda:

      Ammesse ai Playoff
      Ammesse alla Qualificazione Playoff
Note:

Tre punti a vittoria, due punti a vittoria dopo overtime, un punto a sconfitta dopo overtime, zero a sconfitta.

## Playoff
|  | Quarti di finale | Quarti di finale     | Quarti di finale |                 |                  | Semifinali           | Semifinali | Semifinali |  |  | Finale | Finale               | Finale |
|  |                  |                      |                  |                 |                  |                      |            |            |  |  |        |                      |        |
|  | 1                | Grizzly A. Wolfsburg | 3                |                 |                  |                      |            |            |  |  |        |                      |        |
|  | 9                | Kölner Haie          | 0                |                 |                  |                      |            |            |  |  |        |                      |        |
|  | 9                | Kölner Haie          | 0                |                 | 1                | Grizzly A. Wolfsburg | 3          |            |  |  |        |                      |        |
|  |                  |                      |                  |                 | 1                | Grizzly A. Wolfsburg | 3          |            |  |  |        |                      |        |
|  |                  | 4                    | Krefeld Pinguine | 0               |                  |                      |            |            |  |  |        |                      |        |
|  | 4                | 4                    | Krefeld Pinguine | 0               | Krefeld Pinguine | 3                    |            |            |  |  |        |                      |        |
|  | 4                |                      |                  |                 | Krefeld Pinguine | 3                    |            |            |  |  |        |                      |        |
|  | 5                | Hannover Scorpions   | 2                |                 |                  |                      |            |            |  |  |        |                      |        |
|  |                  |                      |                  |                 |                  |                      |            |            |  |  | 1      | Grizzly A. Wolfsburg | 0      |
|  |                  |                      | 3                | Eisbären Berlin | 3                |                      |            |            |  |  |        |                      |        |
|  | 2                | DEG Metro Stars      | 3                |                 |                  |                      |            |            |  |  |        |                      |        |
|  | 7                | Adler Mannheim       | 1                |                 |                  |                      |            |            |  |  |        |                      |        |
|  | 7                | Adler Mannheim       | 1                |                 | 2                | DEG Metro Stars      | 2          |            |  |  |        |                      |        |
|  |                  |                      |                  |                 | 2                | DEG Metro Stars      | 2          |            |  |  |        |                      |        |
|  |                  | 3                    | Eisbären Berlin  | 3               |                  |                      |            |            |  |  |        |                      |        |
|  | 3                | 3                    | Eisbären Berlin  | 3               | Eisbären Berlin  | 3                    |            |            |  |  |        |                      |        |
|  | 3                |                      |                  |                 | Eisbären Berlin  | 3                    |            |            |  |  |        |                      |        |
|  | 6                | ERC Ingolstadt       | 1                |                 |                  |                      |            |            |  |  |        |                      |        |

### Qualificazioni
| Squadra 1      | Totale | Squadra 2           | Gara 1    | Gara 2 | Gara 3 |
| -------------- | ------ | ------------------- | --------- | ------ | ------ |
| Adler Mannheim | 2 - 0  | Nürnberg Ice Tigers | 3 - 2     | 3 - 2  |        |
| EHC München    | 0 - 2  | Kölner Haie         | 3 - 4 dts | 3 - 4  |        |

### Quarti di finale
| Squadra 1          | Totale | Squadra 2          | Gara 1 | Gara 2 | Gara 3    | Gara 4 | Gara 5 |
| ------------------ | ------ | ------------------ | ------ | ------ | --------- | ------ | ------ |
| Grizzlys Wolfsburg | 3 - 0  | Kölner Haie        | 4 - 1  | 5 - 1  | 4 - 2     |        |        |
| DEG Metro Stars    | 3 - 1  | Adler Mannheim     | 2 - 7  | 3 - 2  | 1 - 0     | 5 - 2  |        |
| Eisbären Berlino   | 3 - 1  | ERC Ingolstadt     | 5 - 3  | 4 - 3  | 2 - 3     | 4 - 1  |        |
| Krefeld Pinguine   | 3 - 2  | Hannover Scorpions | 6 - 4  | 3 - 5  | 3 - 4 dts | 3 - 2  | 5 - 1  |

### Semifinali
| Squadra 1          | Totale | Squadra 2        | Gara 1    | Gara 2    | Gara 3    | Gara 4    | Gara 5 |
| ------------------ | ------ | ---------------- | --------- | --------- | --------- | --------- | ------ |
| Grizzlys Wolfsburg | 3 - 0  | Krefeld Pinguine | 4 - 2     | 4 - 3 dts | 2 - 1 dts |           |        |
| DEG Metro Stars    | 2 - 3  | Eisbären Berlino | 3 - 2 dts | 1 - 5     | 4 - 2     | 3 - 4 dts | 1 - 3  |

### Finale
| Squadra 1          | Totale | Squadra 2        | Gara 1 | Gara 2 | Gara 3 | Gara 4 | Gara 5 |
| ------------------ | ------ | ---------------- | ------ | ------ | ------ | ------ | ------ |
| Grizzlys Wolfsburg | 0 - 3  | Eisbären Berlino | 2 - 4  | 4 - 5  | 4 - 5  |        |        |